# Městská knihovna v Chebu
Městská knihovna v Chebu je dnes nejstarší veřejnou knihovnou na území České republiky, která již byla vystavěna jako veřejná a ve svých původních prostorách nadále působí. Její budova je kulturní památka, významný doklad chebské secesní architektury.

## Historie

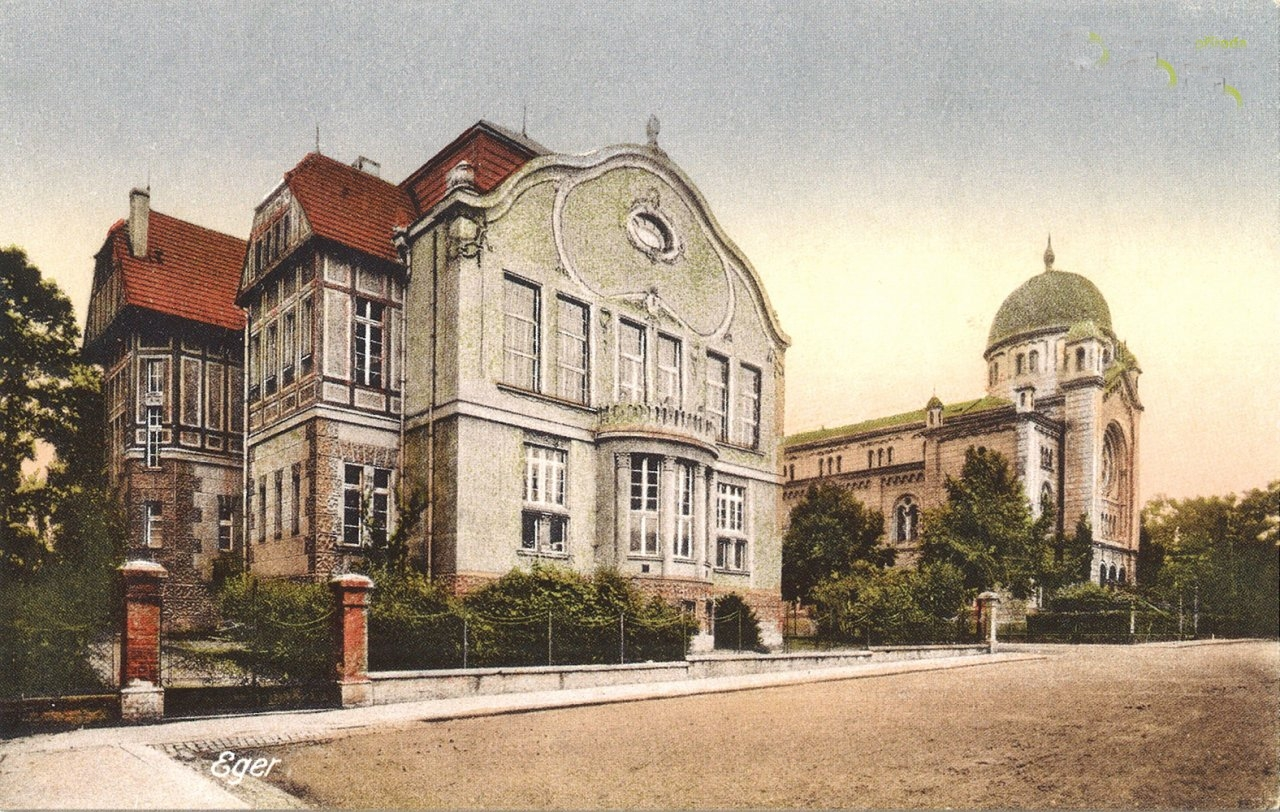
Veřejná knihovna Dominika Kreuzingera na kolorované pohlednici z roku 1920. V pozadí dnes již neexistující chebská synagoga.

První veřejná knihovna na území českých zemí byla postavena roku 1892 ve Svitavách (od roku 1969 slouží tento objekt jinému účelu), druhá se budovala v letech 1909–1910 v Chebu. Vznikla díky velkorysému odkazu chebského rodáka Ing. Dominika Kreuzingera, majitele místních strojíren, radního a alpinisty, který zemřel v italském Arcu v pouhých 47 letech. Pro její výstavbu bylo zvoleno místo vedle středověkého opevnění (dnes ulice Obrněné brigády 615/1), v reprezentativní lokalitě s divadlem. Práce vedl podle plánů teplického architekta Maxe Loose stavitel Franz Kraus z Chebu. Slavnostně zahajovala 12. února 1911. Jako česká veřejná knihovna se pak po druhé světové válce otevírala 28. října 1946.
Knihovna nesla ve své historii jméno svého mecenáše Dominika Kreuzingera i Ladislava Zápotockého. Měnila se také její působnost – z městské knihovny na okresní, či krajskou. Od roku 2003 je příspěvkovou organizací města Chebu.

## Rekonstrukce a rozšíření knihovny
Kapacita historické budovy, přes existenci druhého objektu knihovny v nedalekém sousedství (ulice Obrněné brigády 572/18), již ovšem potřebám instituce 21. století nevyhovuje, připravuje se proto její rozšíření. Projekt ateliéru A69 architekti, který v soutěži Stavby Karlovarského kraje 2015 vyhrál u odborné poroty i veřejnosti, řeší s ohledem na památkově chráněné prostředí jak vybudování unikátní, ´neviditelné´ přístavby v bývalém hradebním příkopu, tak rekonstrukci interiérů unikátní knihovny.
Zájem veřejnosti o stavbu je nebývalý, v roce 2017 ji v podpisové akci podpořilo během dvou měsíců na 8 tisíc lidí. Od roku 2018 je rozšíření knihovny mezi klíčovými investicemi města.

## Vzdělávací, kulturní a komunitní centrum
Knihovna v Chebu je veřejnou knihovnou s univerzálním knihovním fondem. Krajskou knihovnou Karlovy Vary je také pověřena regionálními funkcemi - nabízí pomoc městským a obecním knihovnám na území okresu Cheb. Poskytuje komplexní knihovnické a informační služby včetně rozvozu výpůjček starším a zdravotně postiženým čtenářům. Působí v domovech pro seniory a ve škole na Zlatém vrchu, kde má pobočku oddělení pro děti. Obsluhuje bibliobox a dvě knihobudky ve městě. Knihovna pořádá vzdělávací, kulturní a další pořady pro děti a dospělé, které přitahují i neregistrované čtenáře. Po rozšíření prostor bude možné další její aktivity v roli komunitního centra ve městě ještě posílit.

## Statistika

### Před požárem
K 31. 12. 2021 měla knihovna 147 168 knihovních jednotek a 2 702 registrovaných čtenářů (z toho 622 dětí do 15 let). V roce 2021, covidovém, evidovala 140 332 výpůjček, 148 akcí pro veřejnost a 104 171 návštěvníků.

### Po požáru
V září 2022 byla knihovna postižena požárem. Po tomto požáru muselo být zlikvidováno 76 tisíc knih. Pouze 420 nejvzácnějších knih (vytištěných před rokem 1945) bylo odborně ošetřeno. Na konci roku 2024 měla knihovna ve svém fondu 121 803 knihových jednotek. Celkem bylo v průběhu tohoto roku provedeno 139 988 výpůjček. Knihovna měla 2 410 registrovaných čtenářů, z toho 875 dětí do 15 let.

## Galerie

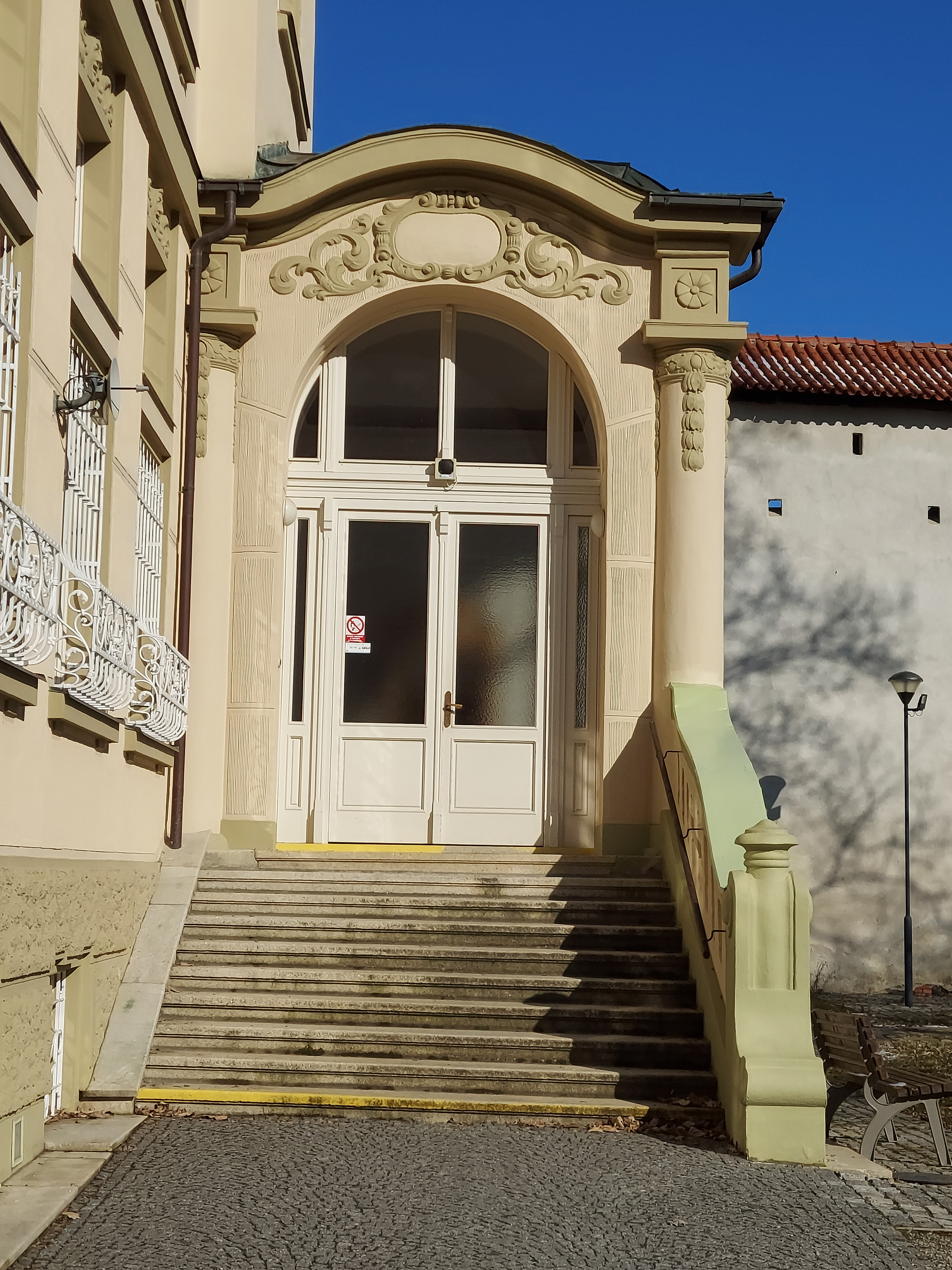
Hlavní vstup do hlavní budovy
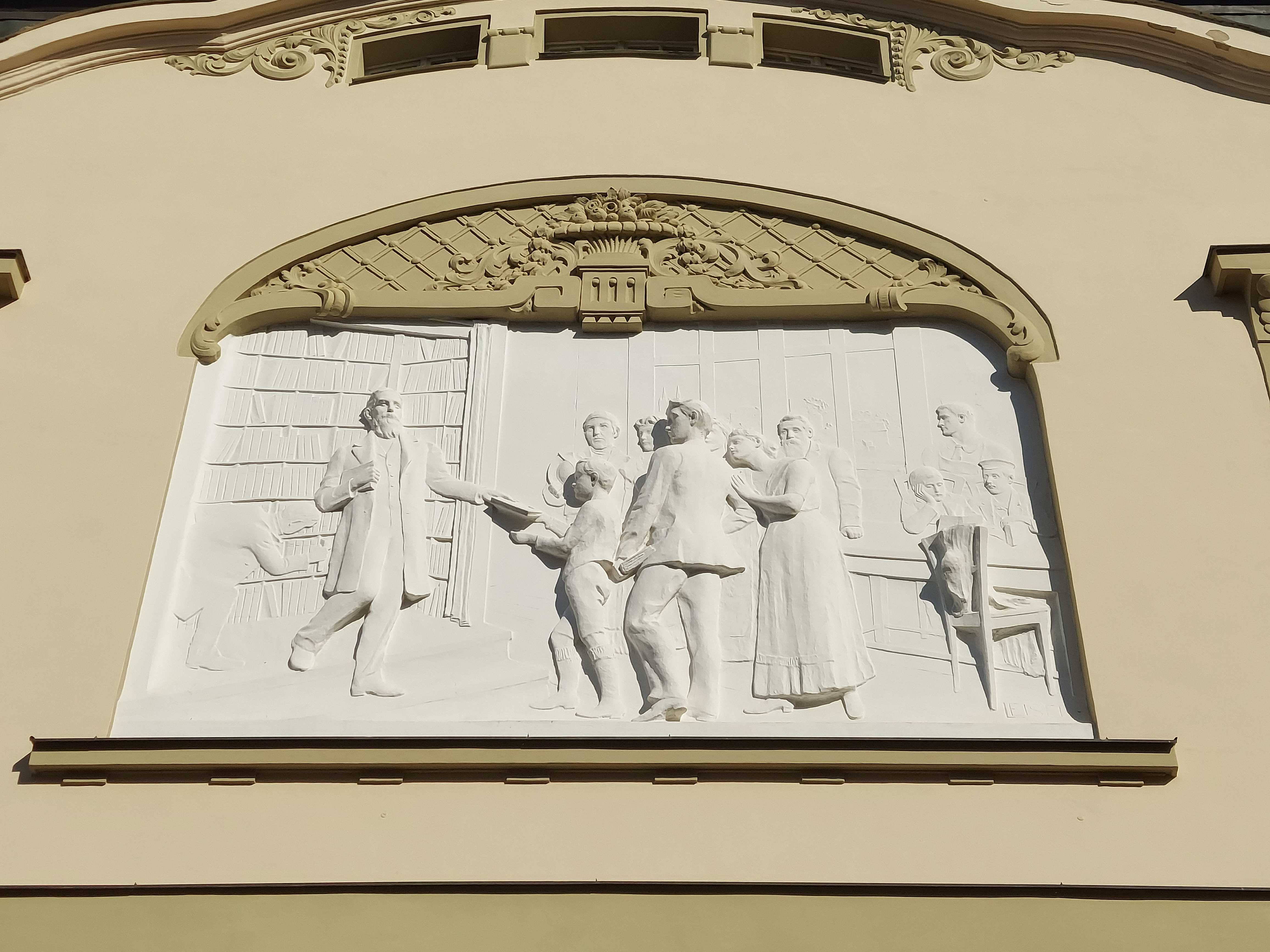
Detail plastiky na fasádě hlavní budovy
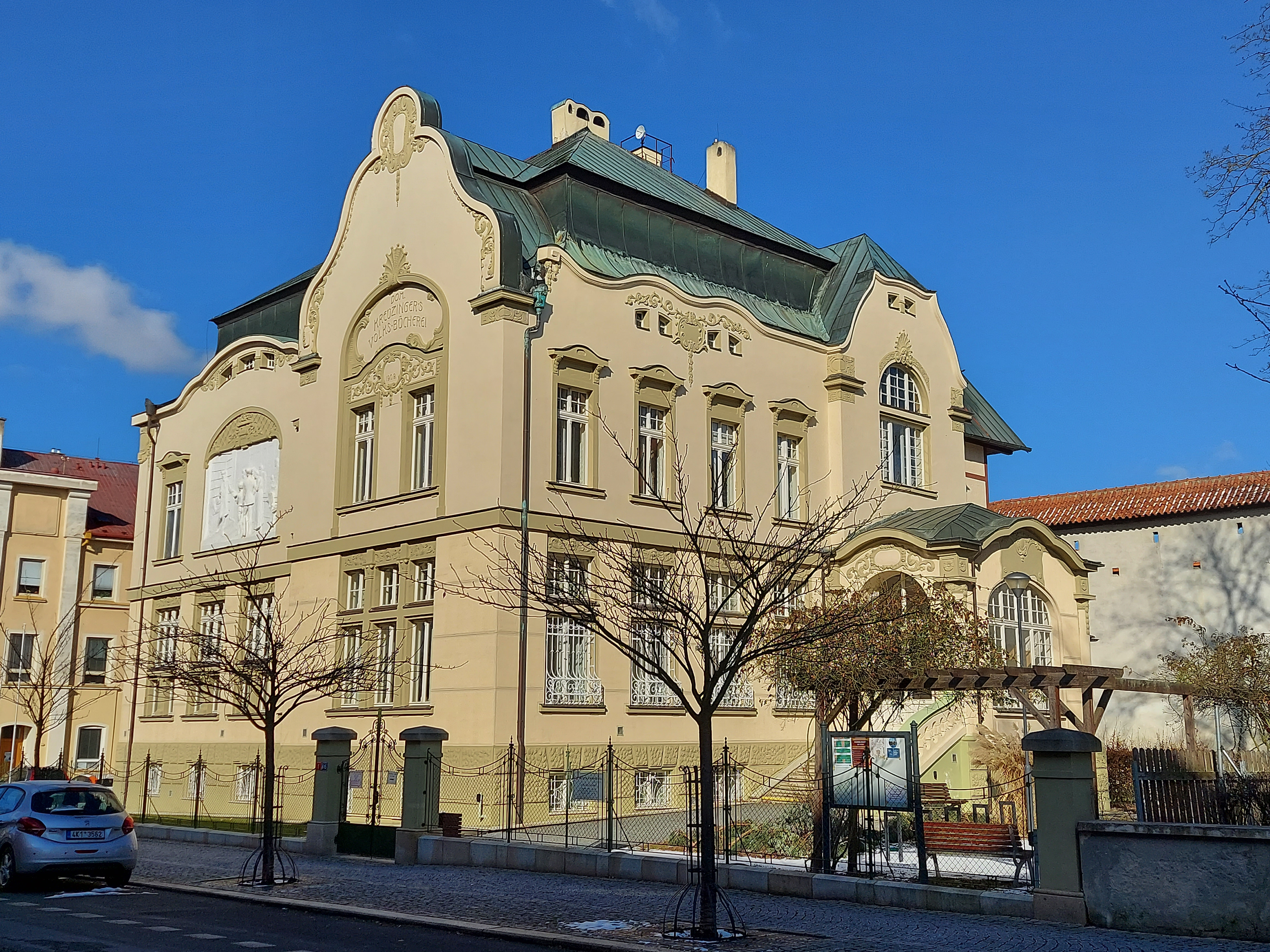
Pohled na budovu ze směru od divadla Cheb